# Gedangan (Rembang)
Gedangan is een bestuurslaag in het regentschap Rembang van de provincie Midden-Java, Indonesië. Gedangan telt 1959 inwoners (volkstelling 2010).